# Annowo (Groot-Polen)
Annowo is een plaats in het Poolse district  Poznański, woiwodschap Groot-Polen. De plaats maakt deel uit van de gemeente Czerwonak en telt 187 inwoners.